# Efecte Leidenfrost

Efecte Leidenfrost en una gota

L'efecte Leidenfrost  és el nom donat al fenomen de la capa de vapor que es forma al voltant d'un líquid, en incidir sobre una superfície amb una temperatura significativament més alta que el punt d'ebullició d'aquest líquid. És un fenomen que també té lloc (entre altres) al tocar, amb saliva a la punta del dit, una planxa ben calenta per verificar-ne la temperatura.
El fenomen rep el nom de Johann Gottlob Leidenfrost (1715-1794), que fou la primera persona a descriure'l científicament.
Quan sobre una placa metàl·lica a alta temperatura es col·loca una gota d'un líquid volàtil (aigua, alcohol, etc.), La gota no s'evapora instantàniament sinó que es mou erràticament sobre la superfície durant un cert temps, fins que finalment desapareix. Però triga més temps a desaparèixer que a una temperatura inferior.
Pierre Hippolyte Boutigny (1798-1884) va fer estudis de l'efecte Leidenfrost i va pensar que les gotes que quedaven suspeses sobre la superfície de la placa calenta constituïen un nou estat de la matèria, el que ell va denominar estat esferoïdal.

## Efecte
L'efecte es pot visualitzar ruixant gotes d'aigua sobre una safata a diferents temperatures. Inicialment, amb la temperatura de la safata per sota dels 100 °C, l'aigua s'aplana i s'evapora lentament. A mesura que la temperatura de la safata passa per sobre de 100 °C, les gotes d'aigua emeten un xiulet en tocar la paella i s'evaporen ràpidament. Quan la temperatura excedeix el punt de Leidenfrost, l'efecte entra en joc. En contacte amb la paella, es forma un munt de petites gotes d'aigua que rellisquen sobre la superfície, trigant a evaporar-se més temps que quan la temperatura de la paella és menor. Aquest efecte succeeix fins a aconseguir una temperatura molt més alta que fa que qualsevol gota d'aigua s'evapori massa ràpid per poder causar aquest efecte.
Això és degut al fet que a temperatures per sobre del punt Leidenfrost, la part inferior de la goteta d'aigua es vaporitza immediatament en contacte amb la placa calenta. El gas resultant eleva la resta de la gota d'aigua just per sobre de la placa, impedint qualsevol contacte directe entre l'aigua (líquida) i la placa calenta. Atès que el vapor té una conductivitat tèrmica molt menor, la transferència de calor entre la placa i la gota s'alenteix considerablement. A part això permet a la gota lliscar amb molt poc fregament sobre la capa de vapor per sota d'ella.

Transferència de calor amb la temperatura

La temperatura a la qual l'efecte Leidenfrost comença a tenir lloc no és fàcil de predir. Fins i tot si el volum de la gota de líquid roman igual, el punt Leidenfrost pot ser bastant diferent, amb una complicada dependència de les propietats de la superfície, així com qualsevol impuresa en el líquid. Algunes investigacions s'han portat a terme en un model teòric del sistema, però és bastant complex. Com a càlcul molt aproximat, podem dir que el punt de Leidenfrost d'una gota d'aigua dins d'una paella pot arribar a 193 °C.
L'efecte va ser descrit també per l'eminent dissenyador de calderes de vapor de l'època victoriana, Sir William Fairbairn, en referència al seu efecte sobre la reducció massiva de transferència de calor des d'una superfície de ferro calenta cap a l'aigua, tal com passa dins d'una caldera. va citar el treball de M. Boutigny del professor Bowman del King's College de Londres. Una gota d'aigua que s'evapora gairebé immediatament a 168 °C persisteix durant 152 segons a 202 °C. Com a resultat paradoxal les temperatures més baixes en una caixa de focs de la caldera pot evaporar l'aigua més ràpidament (veure també l'efecte Mpemba). Un enfocament alternatiu és augmentar la temperatura més enllà del punt Leidenfrost. Fairbairn va considerar també aquesta possibilitat, i pot haver estudiar la caldera de vapor flaix, però va considerar que els aspectes tècnics eren insuperables per aquella època.
El punt Leidenfrost també es pot definir com la temperatura per a la qual la gota roman més temps flotant.

## El punt Leindenfrost
El punt Leidenfrost indica el començament de l'ebullició pel·licular estable. Representa el punt de la corba d'ebullició on el flux de calor és mínim i la superfície està completament coberta per un mantell de vapor. La transferència de calor des de la superfície fins que el líquid es produeix per conducció i radiació a través del vapor. En 1756, Leidenfrost va observar que les gotes d'aigua sobre la pel·lícula de vapor s'evaporen lentament a mesura que avancen sobre la superfície calenta. A mesura que la temperatura de la superfície s'incrementa, la radiació a través de la pel·lícula de vapor es torna més significatiu i l'augment de temperatura fa augmentar el flux de calor per radiació.
El flux de calor mínim d'una placa horitzontal de grans dimensions es pot obtenir de l'equació de Zuber,
{\displaystyle {{\frac {q}{A}}_{min}}=C{{h}_{fg}}{{\rho }_{v}}{{\left[{\frac {\sigma g\left({{\rho }_{L}}-{{\rho }_{v}}\right)}{{\left({{\rho }_{L}}+{{\rho }_{v}}\right)}^{2}}}\right]}^{{}^{1}\!\!\diagup \!\!{}_{4}\;}}}
on les propietats són avaluades a temperatura de saturació. Constant Zuber, C és aproximadament 0,09 per a la majoria dels líquids a pressions moderades.

## Correlacions emprades en la transferència de calor
El coeficient de transferència de calor es pot aproximar utilitzant l'equació de Bromley,
{\displaystyle h=C{{\left[{\frac {k_{v}^{3}{{\rho }_{v}}g\left({{\rho }_{L}}-{{\rho }_{v}}\right)\left({{h}_{fg}}+0.4{{c}_{pv}}\left({{T}_{s}}-{{T}_{sat}}\right)\right)}{{{D}_{o}}{{\mu }_{v}}\left({{T}_{s}}-{{T}_{sat}}\right)}}\right]}^{{}^{1}\!\!\diagup \!\!{}_{4}\;}}}
On, {\displaystyle {{D}_{o}}} és el diàmetre exterior del tub. El C constant de correlació és de 0,62 per als cilindres i les plaques verticals horizonatal i 0,67 per les esferes. Propietats de vapor s'avaluen en temperatura de la pel·lícula.
Per pel·lícula estable bullint sobre una superfície horitzontal, Berenson va modificar l'equació de Bromley que dona,
{\displaystyle h=0.425{{\left[{\frac {k_{vf}^{3}{{\rho }_{vf}}g\left({{\rho }_{L}}-{{\rho }_{v}}\right)\left({{h}_{fg}}+0.4{{c}_{pv}}\left({{T}_{s}}-{{T}_{sat}}\right)\right)}{{{\mu }_{vf}}\left({{T}_{s}}-{{T}_{sat}}\right){\sqrt {\sigma /g\left({{\rho }_{L}}-{{\rho }_{v}}\right)}}}}\right]}^{{}^{1}\!\!\diagup \!\!{}_{4}\;}}}
Per tubs verticals, Hsu i Westwater han correlacionat la següent equació,
{\displaystyle h{{\left[{\frac {\mu _{v}^{2}}{g{{\rho }_{v}}\left({{\rho }_{L}}-{{\rho }_{v}}\right)k_{v}^{3}}}\right]}^{{}^{1}\!\!\diagup \!\!{}_{3}\;}}=0.0020{{\left[{\frac {4m}{\pi {{D}_{v}}{{\mu }_{v}}}}\right]}^{0.6}}}
Quan, m és la taxa de flux de massa {\displaystyle l{{b}_{m}}/hr} en l'extrem superior del tub
A temperatures per sobre d'aquest en el flux de calor mínim, la contribució de la radiació es converteix en quelcom apreciable i es converteix en dominant en arribar a altes temperatures. El coeficient de transferència de calor total pot ser (és), una combinació dels dos. Bromley va suggerir les següents equacions per l'ebullició de la pel·lícula de la superfície exterior horitzontal dels tubs.
Si {\displaystyle {{h}_{rad}}<{{h}_{conv}}},
{\displaystyle h={{h}_{conv}}+{\frac {3}{4}}{{h}_{rad}}}
El coeficient de radiació efectiva, {\displaystyle {{h}_{rad}}} es pot expressar com,
{\displaystyle {{h}_{rad}}={\frac {\varepsilon \sigma \left(T_{s}^{4}-T_{sat}^{4}\right)}{\left({{T}_{s}}-{{T}_{sat}}\right)}}}
On, {\displaystyle \varepsilon } és l'emissivitat del sòlid i {\displaystyle \sigma } és la constant de Stefan-Boltzmann.

## Curiositats
En la pel·lícula britànica  Simba, la lluita contra el Mau-Mau  de 1955 en una escena s'utilitza l'efecte Leidenfrost aplicant un matxet escalfat sobre la llengua per atemorir a un indígena.
Al final de la temporada 2009 de Caçadors de Mites a la secció "Mini Mite Mayhem", l'equip va demostrar que una persona pot, mullant-se la mà abans, introduir-la breument en plom fos sense patir lesions, utilitzant l'efecte Leidenfrost com a base científica.